# Bức tường Trump

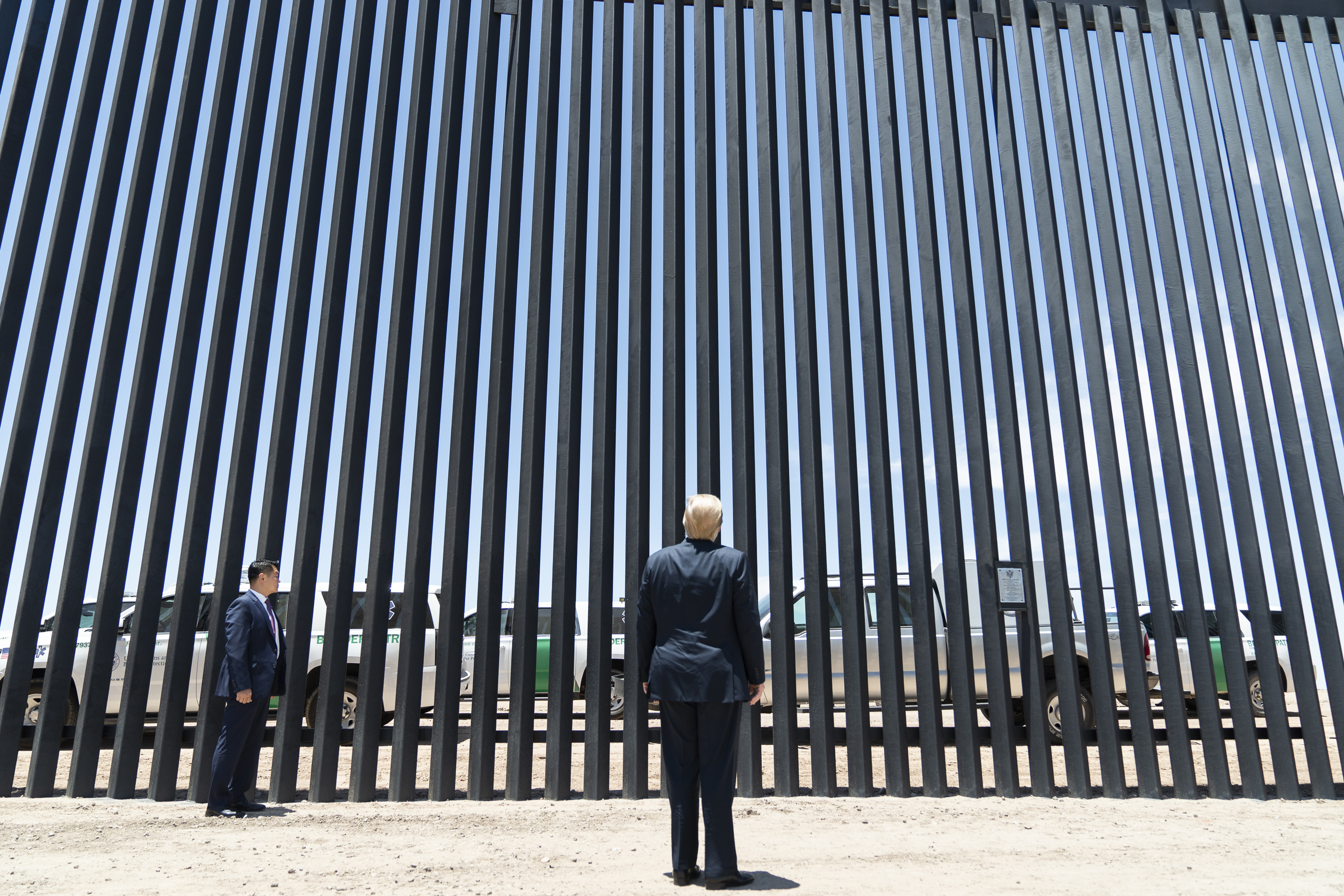
Tổng thống Donald đứng trước một phần của bức tường gần Yuma, Arizona, tháng 6 năm 2020

Bức tường Trump, hay còn thường được gọi là "bức tường", là tên của đề xuất mở rộng bức tường biên giới Mexico - Hoa Kỳ trong nhiệm kỳ của tổng thống Mỹ Donald Trump. Trong suốt chiến dịch tranh cử tổng thống năm 2016 của mình, Trump đã kêu gọi xây dựng một bức tường biên giới lớn hơn, tuyên bố rằng nếu được bầu, ông sẽ "xây dựng một bức tường và bắt Mexico phải trả tiền cho nó". Vào thời điểm đó, Tổng thống Mexico Enrique Peña Nieto đã đáp trả rằng đất nước của ông sẽ không trả tiền cho bức tường.
Vào tháng 1 năm 2017, Trump đã ký Sắc lệnh hành pháp 13767, trong đó chính thức chỉ đạo chính phủ Hoa Kỳ bắt đầu những nỗ lực để xây dựng bức tường dọc theo biên giới Hoa Kỳ - Mexico bằng cách sử dụng nguồn vốn liên bang hiện có; việc xây dựng thực tế đã không bắt đầu vào thời điểm này do chi phí quá lớn và kinh phí thực hiện không rõ ràng. Bắt đầu từ ngày 22 tháng 12 năm 2018, chính phủ liên bang đã bị đóng cửa một phần trong 35 ngày do Trump khăng khăng rằng ông sẽ phủ quyết bất kỳ dự luật chi tiêu nào nếu trong đó không bao gồm khoản 5,7 tỷ đô la Mỹ tài trợ cho bức tường biên giới. Vào tháng 2 năm 2019, Trump đã ký một tuyên bố Tình trạng Khẩn cấp Quốc gia, nói rằng tình hình ở biên giới là một cuộc khủng hoảng và yêu cầu phân bổ một phần nguồn tiền cho các mục đích khác nhau để xây dựng bức tường. Quốc hội đã thông qua một nghị quyết chung để đảo ngược tuyên bố khẩn cấp này, nhưng Trump đã phủ quyết nghị quyết. Vào tháng 7 năm 2019, Tòa án Tối cao đã phê duyệt việc phân bổ lại 2,5 tỷ đô la Mỹ trong trong ngân sách phòng chống ma túy của Bộ Quốc phòng để xây dựng bức tường trong khi thực hiện các thủ tục pháp lý khác; đến tháng 9 năm 2019, thêm một khoản kinh phí trị giá 3,6 tỷ đô la Mỹ đã được chuyển hướng, lần này là từ các dự án xây dựng của quân đôi Mỹ trên khắp thế giới, bao gồm cả trường học cho con cái của binh lính Mỹ.
Vào tháng Chín năm 2019, Trump cho biết ông có kế hoạch xây dựng 725 – 800 km tường mới trong năm 2020. Tuy nhiên, tính đến tháng 11 năm 2019, trong khi ít nhất 122 km của bức tường đã được thay thế hoặc tăng cường trong nhiệm kỳ tổng thống của Trump, không có thêm phần tường mới nào được hoàn thành. Vào ngày 10 tháng 12, một thẩm phán liên bang ở Texas đã ngăn cản việc sử dụng các quỹ quân sự để xây dựng bức tường, nhưng mười ngày sau, Trump đã ký một dự luật chi tiêu với khoảng 1,4 tỷ đô la Mỹ được phân bổ cho công việc này. Vào ngày 8 tháng 1 năm 2020, một tòa án phúc thẩm liên bang đã cho phép hoãn thi hành lệnh của thẩm phán bang Texas, qua đó giải ngân 3,6 tỷ đô la Mỹ để xây dựng bức tường. Vào ngày 13 tháng 2 cùng năm, Lầu Năm Góc thông báo cho Quốc hội rằng họ sẽ thay đổi mục đích sử dụng của khoản kinh phí 3,8 tỷ đô la Mỹ dành cho các hoạt động chống ma túy và cuộc chiến chống khủng bố của quân đội để xây dựng bức tường.
Vào ngày 17 Tháng Mười Hai 2019, Quyền Ủy viên của Cục Hải quan và Biên phòng Hoa Kỳ là ông Mark Morgan tuyên bố rằng 150 km của bức tường đã được xây dựng dưới thời chính quyền Trump; theo số liệu CBP thì con số xây dựng được rơi vào khoảng ít nhất là 145 km. Một tổ chức tư nhân có tên là We Build the Wall cũng đã tự xây dựng 0.8 km của bức tường mới trên khu đất tư nhân gần El Paso, Texas, với sự khuyến khích của Trump.

## Tổng quan

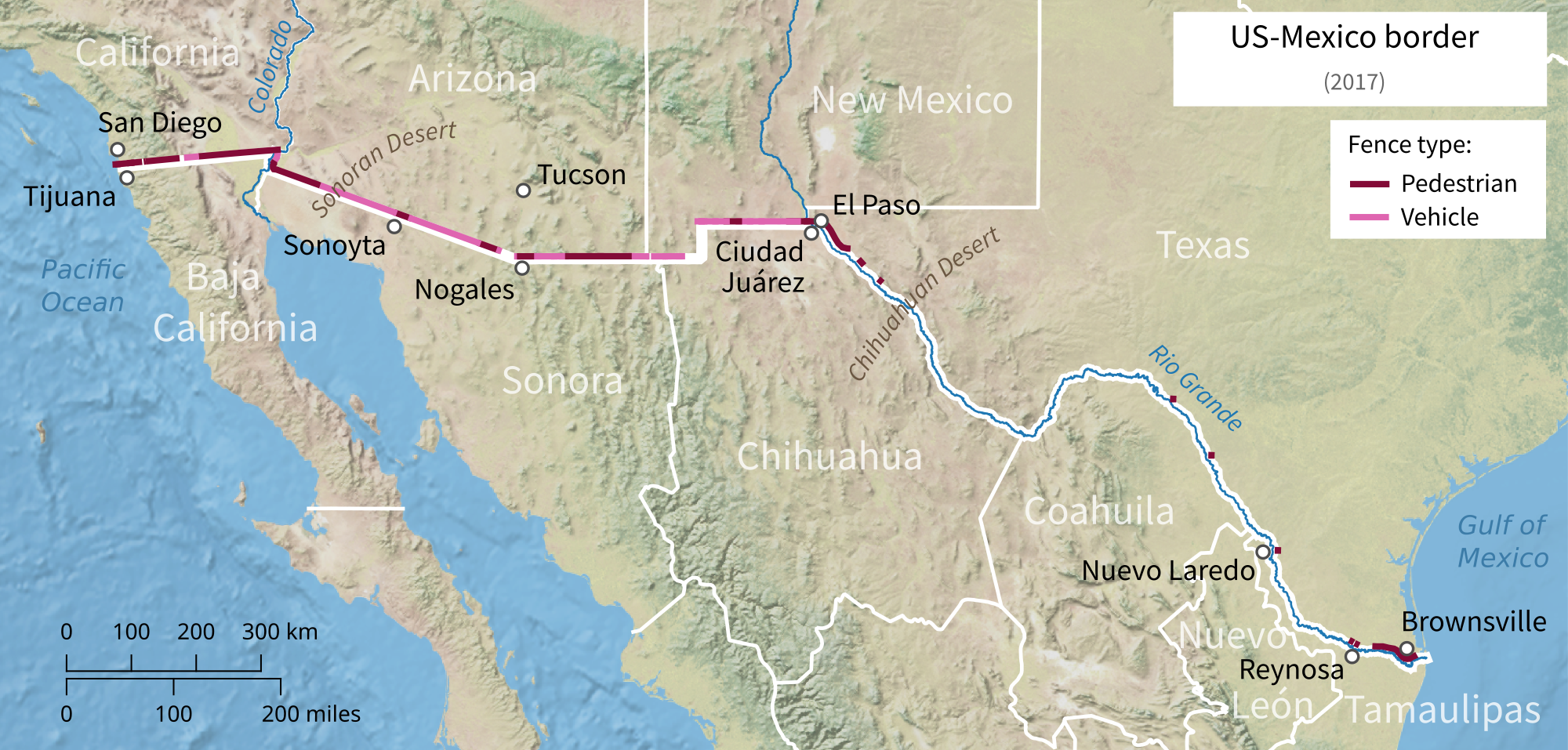
Bản đồ thể hiện Bức tường biên giới Hoa Kỳ-México (2017)

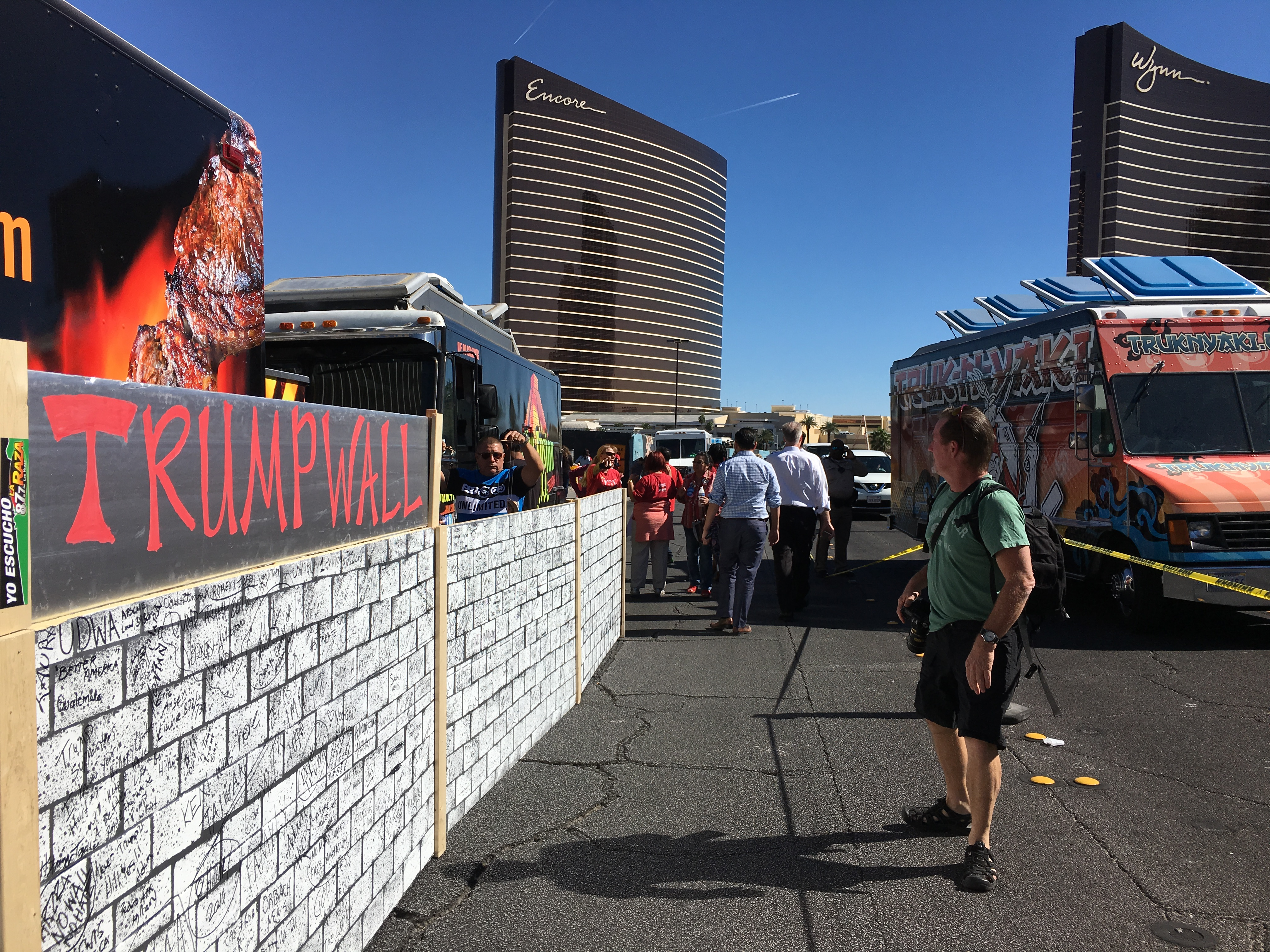
Những người phản đối bức tường vào năm 2016

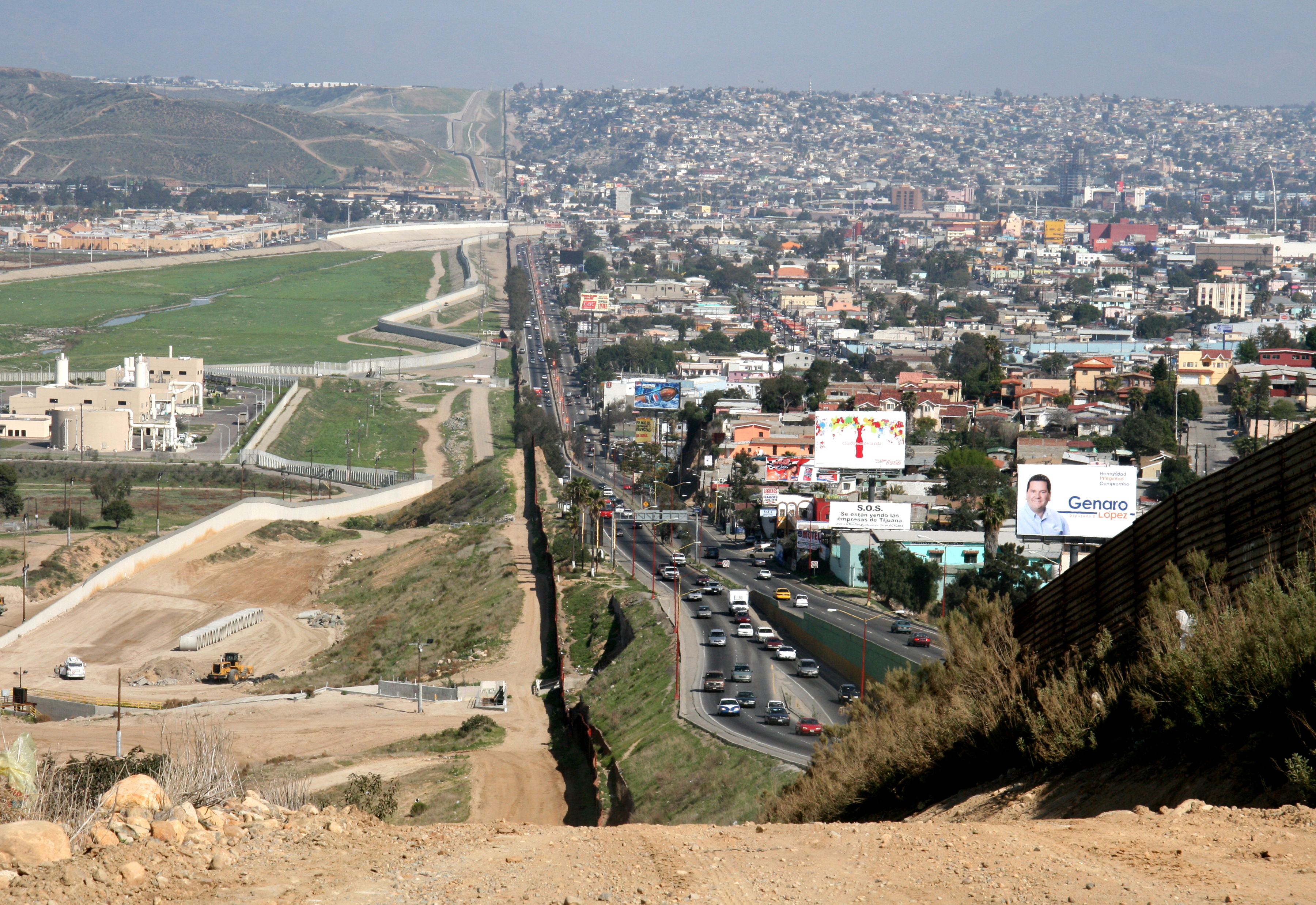
Hàng rào phân cách trạm tuần tra biên giới San Diego tại California (trái) và Tijuana, Mexico

Bức tường biên giới Hoa Kỳ-México là một loạt bức tường chạy dọc theo biên giới Mexico - Hoa Kỳ nhằm ngăn chặn những người vượt biên trái phép từ Mexico vào Hoa Kỳ. Tường rào chắn không có một cấu trúc thống nhất liên tiếp, mà sẽ là một chuỗi rào chắn không liên tục, có nơi sử dụng "hàng rào", có nơi sử dụng "tường".
Giữa các hàng rào vật lý, an ninh cũng được cung cấp với một "hàng rào ảo" gồm các cảm biến, camera và các thiết bị giám sát khác được sử dụng để dễ dàng điều động các đặc vụ Tuần tra Biên giới Hoa Kỳ đến những địa điểm bị nghi ngờ có người nhập cư trái phép. Vào tháng 1 năm 2009, Cục Hải quan và Biên phòng Hoa Kỳ báo cáo rằng có khoảng hơn 930 km rào chắn đã được xây dựng. Trong khi đó, tổng chiều dài của biên giới giữa hai lục địa là 3.145 km.
Ý tưởng về bức tường Trump được phát triển bởi các cố vấn chiến dịch là Sam Nunberg và Roger Stone vào mùa hè năm 2014 với vai trò là một ý tưởng gợi nhớ về Trump mà ông có thể sử dụng để gắn kết kinh nghiệm kinh doanh của mình với tư cách là một nhà xây dựng và phát triển với các đề xuất về chính sách chống nhập cư. Sáng kiến xây dựng bức tường được các nhà hoạt động bảo thủ đón nhận tích cực trong Hội nghị Thượng đỉnh Tự do Iowa do Citizens United và Steve King tổ chức vào tháng 1 năm 2015, cũng như hai ngày sau trên chương trình chào buổi sáng của đài Fox & Friends . Ý tưởng này đã được lặp lại trong bài phát biểu vào tháng 6 năm 2015 của Donald Trump trong chiến dịch tranh cử tổng thống 2015–2016, cùng với đó, tuyên bố Mexico sẽ phải trả tiền cho bức tường cũng đã được lặp lại nhiều lần kể từ thời điểm này.

## Kết cấu
Vào tháng 2 năm 2017, Trump cho biết "bức tường đang được thiết kế ngay lúc này" nhưng không cung cấp thêm thông tin chi tiết. Đến tháng 3 năm 2017, Cục Hải quan và Biên phòng Hoa Kỳ (CBP) bắt đầu tiếp nhận các ý tưởng thiết kế cho bức tường biên giới Hoa Kỳ - Mexico từ các công ty và cho biết họ sẽ đưa ra đề nghị mời thầu trước ngày 24 tháng 3.
Vào tháng 6 năm 2017, Trump nói rằng bức tường biên giới mà ông đề xuất nên phủ lên bởi các tấm pin mặt trời nhằm tạo ra một "cấu trúc đẹp" và cũng đồng thời góp phần hỗ trợ kinh phí xây dựng bức tường. Đề xuất này sau đó bị một số người chỉ trích là phi logic và viển vông; Albert Pope thuộc Trường Kiến trúc Đại học Rice ở Houston, Texas, lưu ý rằng các trang trại năng lượng mặt trời sẽ không thể phân bổ một cách hiệu quả dọc theo một bức tường. Những người khác, bao gồm John Griese, đồng sở hữu của công ty lắp đặt năng lượng mặt trời "Elemental Energy", thì lại ước tính rằng việc lắp đặt các tấm pin sẽ đem lại khoản lợi nhuận hơn 100 triệu đô la mỗi năm. Một tháng sau, Trump nói thêm rằng bức tường nên "nhìn xuyên qua" được nhằm giúp phát hiện những kẻ buôn lậu "ném những bao tải ma túy lớn qua".
Hãng tin AP cho biết "hơn 200 tổ chức đã bày tỏ sự quan tâm đến việc thiết kế và xây dựng" bức tường cho CBP. Đến tháng 4 năm 2017, một số công ty đã công bố các thiết kế đề xuất của họ cho công chúng (CBP không công bố công khai hồ sơ dự thầu và dự định chỉ nêu tên công ty trúng thầu). Các ý tưởng khác nhau của các công ty bao gồm đặt các tấm pin mặt trời dọc theo một phần của bức tường; đặt các tác phẩm nghệ thuật dọc theo bức tường ("một bức tường bê tông được đánh bóng và bổ sung thêm đá và đồ tạo tác" có nguồn gốc địa phương); kết hợp thêm công nghệ chống đạn, cảm biến trên mặt đất và xuyên dưới mặt đất; thậm chí có cả ý kiến về việc thành lập một cái gọi là "đồng quốc gia", nơi biên giới được duy trì bởi cả hai quốc gia trong tình trạng mở.
Vào tháng 9 năm 2017, chính phủ Hoa Kỳ thông báo bắt đầu xây dựng tám bản mẫu của rào chắn được làm từ bê tông và các vật liệu khác. Vào ngày 3 tháng 6 năm 2018, đoạn tường tại San Diego được chính thức thi công. Vào ngày 26 tháng 10, một đoạn tường dài khoảng 3,2 km với cấu tạo gồm các cột làm bằng thép tại Calexico, California, đã được đánh dấu kỷ niệm như là phần đầu tiên của bức tường Trump, mặc dù vây, phương tiện truyền thông cũng nảy ra nhiều tranh cãi rằng liệu nên gọi đây là một "bức tường" hay một "hàng rào". Trump đã đến thăm đoạn tường rào này vào tháng 4 năm 2019.
Một công ty sản xuất có trụ sở tại Thành phố Pine, Minnesota, đã được trao thầu để xây dựng "bức tường ảo" dọc biên giới vào năm 2018. Thay vì sử dụng các bức tường vật lý, "bức tường ảo" sẽ bao gồm các tòa tháp có thiết bị "cuộn lên", có thể di chuyển dễ dàng, trang bị theo đó là thiết bị camera viễn vọng và cảm biến chuyển động. Kế hoach ban đầu là kết cấu nhỏ và cơ động, nhưng khi triển khai, phần bên trong của kính viễn vọng trong tháp đã được đặt ở phía trên để tạo ra một bộ máy giám sát từ trên cao. Dọc theo những vùng xa xôi của biên giới, phương pháp này có thể rẻ hơn và thiết thực hơn so với việc xây dựng các công trình kiên cố tại vị trí.
Trump đã yêu cầu sơn bức tường màu đen, bất chấp sự phản đối của các nhà lãnh đạo quân sự và quan chức biên giới, những người cho rằng điều đó là không cần thiết. Tính riêng việc sơn bức tường cũng sẽ tốn thêm một khoản chi phí dự kiến từ 500 triệu đến 3 tỷ đô la.

## Những ước tính về chi phí
Theo các chuyên gia và nhà phân tích, chi phí thực tế để xây dựng một bức tường dọc theo 2.100 km còn lại của biên giới có thể lên tới 12,5 triệu đô la Mỹ mỗi km, tương đương tổng chi phí lên tới 45 tỷ đô la, việc mua đất tư nhân và bảo trì tường rào đồng thời cũng sẽ đẩy tổng chi phí lên cao hơn nữa. Việc bảo trì bức tường có thể tốn tới 750 triệu đô la Mỹ mỗi năm, và việc huy động các đặc vụ Tuần tra Biên giới tuần tra bức tường cũng sẽ tiêu tốn thêm khá nhiều kinh phí.  Bên cạnh đó, địa hình gồ ghề và hẻo lánh tại nhiều nơi trên biên giới, chẳng hạn như sa mạc và núi, sẽ khiến việc xây dựng và bảo trì bức tường trở nên khá tốn kém.  Các chuyên gia cũng lưu ý rằng đối với các khu vực hoang dã được liên bang bảo vệ và các biệt khu của người Mỹ bản địa, Bộ An ninh Nội địa có thể chỉ có thẩm quyền xây dựng hạn chế và một bức tường đặt tại đây có thể gây ra thiệt hại về môi trường.
Một số ước tính cho biết chi phí cho một dự án như vậy sẽ rơi vào khoảng từ 8 đến 12 tỷ đô la, trong khi những người khác cho rằng những yếu tố không chắc chắn còn có thể để đẩy chi phí lên từ 15 đến 25 tỷ đô la Mỹ.
Vào tháng 2 năm 2017, Reuters đưa tin rằng một báo cáo nội bộ của Bộ An ninh Nội địa ước tính rằng bức tường biên giới được đề xuất bởi Trump sẽ tiêu tốn 21,6 tỷ đô la Mỹ và mất 3,5 năm để xây dựng. Ước tính này cao hơn ước tính của Trump trong chiến dịch tranh cử (12 tỷ đô la) và ước tính 15 tỷ đô la từ Chủ tịch Hạ viện Cộng hòa Paul Ryan và Lãnh đạo Thượng viện Mitch McConnell .

## Hiệu quả
Nhiều ví dụ cho thấy hàng rào biên giới có thể được coi là có hiệu quả. Các hàng rào như hàng rào biên giới Hungary, tường biên giới Israel và hàng rào Bờ Tây của Israel đã góp phần giảm số lượng người vượt biên trái phép. Ví dụ, ở Hungary, số lượng người nhập cư bất hợp pháp đã giảm từ 4.500 người mỗi ngày xuống còn 15 người sau khi hàng rào dài 175 km, cao 4 mét được xây dựng vào năm 2015. Mặt khác, nghiên cứu tại Đại học Texas A&M và Đại học Công nghệ Texas chỉ ra rằng bức tường này, và các bức tường biên giới nói chung, không có hiệu quả trong việc giảm nhập cư bất hợp pháp hoặc di chuyển hàng lậu.
Những người chỉ trích kế hoạch của Trump lưu ý rằng việc mở rộng bức tường sẽ không ngăn chặn được những tệ nạn tại các cổng nhập cảnh hợp pháp như buôn bán hàng lậu, ở lại quá hạn visa du lịch, sử dụng giấy tờ giả hoặc đi xe lậu. Họ cũng chỉ ra rằng ngoài vấn nạn tại các cổng ra vào, bức tường xuyên biên giới thậm chí vẫn có thể bị vượt qua bằng cách đào hầm, leo trèo, sử dụng tàu thuyền hay máy bay. Ngoài ra, dọc theo một số vị trí của biên giới, địa hình gồ ghề có thể góp phần ngăn cản người nhập cư trái phép tốt hơn một bức tường.  Trump trong một lần nói chuyện kín đã đề cập đến việc củng cố bức tường bằng một hào đầy nước là nơi sinh sống của rắn hoặc cá sấu, cùng với đó là hàng rào điện với những chiếc gai có thể đâm xuyên qua da người.
Cục Hải quan và Biên phòng Hoa Kỳ thường xuyên yêu cầu tăng thêm số lượng hàng rào vật lý, với lý do là chúng thực sự có hiệu quả. Trưởng đặc vụ tuần tra Rodney Scott cho biết. "Tôi bắt đầu làm việc tại khu vực San Diego vào năm 1992 và không quan trọng là chúng tôi có bao nhiêu đặc vụ, chúng tôi vẫn không thể tạo ra tác động có thể đo lường được đối với dòng người [nhập cư không có giấy tờ] đi qua biên giới. Chỉ cho đến khi việc lắp đặt các rào cản dọc theo biên giới được thực hiện, chúng tôi mới bắt đầu kiểm soát được điều này. "  Carla Provost, trưởng tuần tra biên giới Hoa Kỳ, cho biết: "Chúng tôi đã có nhiều dặm, hơn 600 dặm [1.000 km] hàng rào dọc biên giới. Tôi đã từng có mặt ở những nơi không có rào chắn, và sau đó tôi có mặt ở đó khi hàng rào được dựng lên. Nó rõ ràng là có ích. Bức tường không phải là giải pháp giải quyết toàn bộ vấn đề. Nó là một phần của cả hệ thống. Chúng ta cần công nghệ, chúng ta cần có cơ sở hạ tầng như vậy".
Vào tháng 11 năm 2019, có báo cáo cho thấy những kẻ buôn lậu tới từ Mexico đã bắt đầu cưa các thanh thép của bức tường ở những khu vực chưa được lắp đặt các cảm biến. Trước sự việc này, ông Trump cho biết, "bạn có thể cưa bất kỳ bức tường nào", và cho biết ông vẫn đánh giá cao thiết kế rào chắn bằng lời giải thích rằng "nó rất dễ sửa. Bạn chỉ cần đặt một thanh thép vào lại vị trí đó."  Theo các nhân viên biên phòng, những kẻ buôn lậu có xu hướng quay trở lại các khu vực của bức tường trước đây đã bị cưa bởi vì các thanh rào chắn đã yếu hơn nhiều.
Vào tháng 1 năm 2020, một phần của bức tường đang được xây dựng ở Calexico, California, đã bị đổ do gió mạnh. Không có thiệt hại về tài sản hoặc về người do hậu quả của vụ việc.

## Các kế hoạch cấp ngân sách và hành động

### Lời hứa trong chiến dịch tranh cử (2016)
Trong suốt chiến dịch tranh cử tổng thống 2015–2016 của mình, Donald Trump đã kêu gọi xây dựng một bức tường biên giới kiên cố lớn, và tuyên bố rằng nếu đắc cử, ông sẽ "xây bức tường và bắt Mexico phải trả tiền cho nó". Ngay cả trước khi tuyên bố ứng cử, ông đã tuyên bố rằng ông không muốn "làm gì với Mexico ngoài việc xây dựng một BỨC TƯỜNG không thể bị xuyên thủng". Trong thông báo về việc ứng cử vào tháng 6 năm 2015, ông đã hứa "Tôi sẽ xây một bức tường vĩ đại, và không ai xây bức tường tốt hơn tôi, tin tôi đi, và tôi sẽ xây chúng với chi phí rất rẻ. Tôi sẽ xây một bức tường vĩ đại và tôi sẽ yêu cầu Mexico trả tiền cho bức tường đó. "  Xuyên suốt chiến dịch tranh cử, ông mô tả tầm nhìn của mình về một bức tường bê tông kiên cố, cao từ 10–15 m và trải dài suốt 1.600 km trong tổng số 3.050 km đường biên giới, với phần còn lại được bảo đảm bằng các rào cản tự nhiên. Sau khi nhậm chức, ông lại đề xuất sẽ xây một "bức tường thép có lỗ hở" để các nhân viên biên phòng có thể nhìn xuyên qua nó; từ năm 2018, ông đã gọi nó là "hàng rào thanh thép".
Trump nhiều lần nói rằng Mexico sẽ phải trả tiền cho việc xây dựng bức tường biên giới, nhưng ông không giải thích bằng cách nào mà chính phủ Mỹ buộc Mexico phải làm như vậy. Trump nói, "sẽ có một khoản thanh toán; dưới một hình thức nào đó, có lẽ là một hình thức phức tạp". Chính phủ Mexico sau đó đã bác bỏ tuyên bố của Trump và bác bỏ ý tưởng Mexico tài trợ xây dựng một bức tường.
Khi nhậm chức, Trump đã ký một lệnh hành pháp để bắt đầu việc triển khai xây dựng bức tường, nhưng vẫn để ngỏ câu hỏi về vấn đề thanh toán. Chính quyền Trump cho rằng kinh phí xây dựng bức tường có thể sẽ đến từ mức thuế 20% đối với hàng nhập khẩu của Mexico, một đề xuất ngay lập tức vấp phải sự phản đối của các thành viên Quốc hội của cả hai đảng. Sau khi nhận phải phản ứng tiêu cực, Chánh văn phòng Nhà Trắng Reince Priebus nói rằng chính quyền đang cân nhắc "nhiều lựa chọn" cấp ngân sách cho bức tường. Vào tháng Tư năm 2016, Trump cho biết ông sẽ "buộc Mexico phải trả tiền cho bức tường biên giới bằng cách ngăn chặn kiều hối và hủy bỏ toàn bộ visa đến từ nước này trừ khi Mexico thực hiện khoản thanh toán một lần từ 5-10 tỷ đô la Mỹ cho Hoa Kỳ."  Các chuyên gia đã chỉ ra một số trở ngại pháp lý, kinh tế và thực tiễn đối với đề xuất như vậy, họ cho rằng việc theo dõi tất cả các hoạt động chuyển tiền giữa Mexico và Hoa Kỳ hoặc chặn tất cả kiều hối một cách hiệu quả là điều không thể.  Một số nhà kinh tế cho rằng việc ngăn chặn kiều hối có thể gây hại cho nền kinh tế Mỹ.  Aaron Klein, thành viên của Viện Brookings, cho biết động thái chặn kiều hối sẽ đảo ngược chính sách hiện tại của Hoa Kỳ, đó là "khuyến khích dòng tiền đi vào hệ thống một cách chính thức và ngăn chặn dòng tiền đi qua mạng lưới ngầm".

### Sắc lệnh hành pháp (2017)

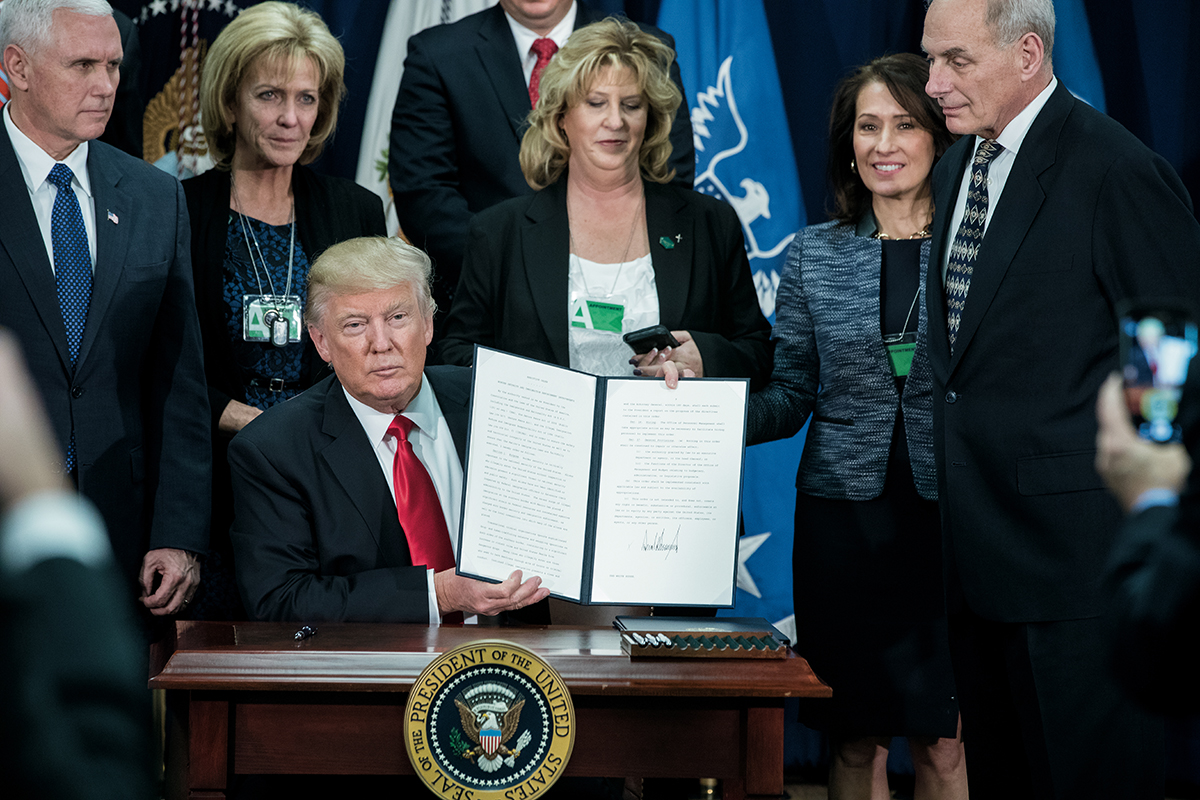
Tổng thống Trump giơ sắc lệnh hành pháp của mình.

Vào ngày 25 tháng 1 năm 2017, chính quyền Trump đã ký Sắc lệnh Hành pháp 13767, trong đó chính thức chỉ đạo chính phủ bắt đầu các bước để xây dựng một bức tường biên giới bằng cách sử dụng nguồn vốn hiện có của liên bang, mặc dù việc xây dựng bức tường thực tế chưa bắt đầu vào thời điểm này do chi phí lớn và thiếu rõ ràng về cách thức thanh toán.
Trump đã lên kế hoạch gặp Peña Nieto tại Nhà Trắng vào ngày 27 tháng 1 năm 2017, để thảo luận về các chủ đề bao gồm an ninh biên giới và các cuộc đàm phán có thể xảy ra xung quanh bức tường. Tuy nhiên, một ngày trước cuộc họp, Trump tuyên bố rằng Mỹ sẽ áp thuế 20% đối với hàng hóa Mexico nhập khẩu như khoản thanh toán của Mexico cho bức tường. Đáp lại, Peña Nieto đã đưa ra một bài phát biểu trên truyền hình quốc gia nói rằng Mexico sẽ không trả tiền cho bức tường và hủy bỏ cuộc gặp của ông với Trump.
Vào tháng 3 năm 2017, chính quyền Trump đã đệ trình một bản sửa đổi ngân sách cho năm tài chính 2017 bao gồm 3 tỷ đô la tiếp tục được chi cho "an ninh biên giới và kiểm soát nhập cư". Kế hoạch chi tiết ngân sách năm 2018 của Trump tăng quỹ tùy nghi cho Bộ An ninh Nội địa (DHS) thêm 2,8 tỷ đô la (lên 44,1 tỷ đô la). Bộ trưởng Bộ An ninh Nội địa lúc đó là John F. Kelly đã nói với Ủy ban An ninh Nội địa và Các vấn đề Chính phủ của Thượng viện trong phiên điều trần rằng Kế hoạch chi tiết Ngân sách "bao gồm 2,6 tỷ đô la cho công nghệ an ninh biên giới ở mức ưu tiên cao và cơ sở hạ tầng chiến thuật, bao gồm kinh phí để lập kế hoạch, thiết kế và xây dựng bức tường biên giới." 
Vào tháng 7 năm 2017, Đại diện Hoa Kỳ Michael McCaul, thành viên Đảng Cộng hòa tại Austin, Texas, Chủ tịch Ủy ban An ninh Nội địa Hạ viện, cho biết Hạ viện Hoa Kỳ do Đảng Cộng hòa kiểm soát sẽ tìm cách thông qua một dự luật bổ sung đặc biệt để chi tiền cho việc xây dựng trước bức tường theo yêu cầu của chính quyền Trump. Dự luật chi tiêu bổ sung này đã được Chủ tịch Hạ viện lúc bấy giờ là Paul Ryan ủng hộ. Tuy nhiên, các thành viên Đảng Dân chủ tại Thượng viện vẫn bày tỏ tin tưởng rằng họ có thể ngăn chặn dự luật chi tiền xây dựng bức tường với sự hỗ trợ của một số đảng viên Cộng hòa, những người cũng phản đối việc xây dựng bức tường do chi phí quá lớn của nó. Trong phát biểu vào ngày 22 tháng 8 năm 2017, ông Trump đã đe dọa đóng cửa chính phủ nếu Quốc hội không chấp thuận tài trợ: "Đảng Dân chủ cản trở chúng tôi làm điều đó, nhưng tin tôi đi,kể cả nếu chúng tôi phải đóng cửa chính phủ của mình, chúng tôi vẫn sẽ xây dựng bức tường đó. " 
Vào tháng 8 năm 2017, trong khi phát biểu tại một cuộc gặp mặt những người ủng hộ ở Phoenix, Arizona, Trump nói rằng ông sẽ đóng cửa chính phủ Mỹ nếu cần thiết để buộc Quốc hội trả tiền cho bức tường. Ông đã bị chỉ trích gay gắt bởi các nhà lãnh đạo nổi tiếng theo phe mình như Ann Coulter và Rush Limbaugh vì đã không đảm bảo được 5 tỷ đô la tài trợ cho bức tường trong dự luật trích lập năm tài chính trước đó.

### Đạo luật Xây dựng Bức tườngđược giới thiệu (2018)
Trong đề xuất vào tháng 1 năm 2018 cho Cơ quan Hải quan và Bảo vệ Biên giới Hoa Kỳ, Chính quyền ông Trump đã kêu gọi 18 tỷ đô la tài trợ cho bức tường trong mười năm tiếp theo. Đề xuất này kêu gọi thêm "316 dặm (509 km) hàng rào vào tháng 9 năm 2027, nâng tổng phạm vi phủ sóng lên 970 dặm (1560 km), hoặc gần một nửa biên giới", theo Associated Press, cùng với đó là 407 dặm (655 km) hàng rào thay thế. Trong quá trình vận động tranh cử vào tháng 2 năm 2016, Trump tuyên bố chi phí cho bức tường chỉ là 8 tỷ đô la.
Vào tháng 3 năm 2018, Trump trích dẫn một nghiên cứu chống nhập cư của Trung tâm nghiên cứu nhập cư, tuyên bố rằng một bức tường dọc theo biên giới Mexico có thể tiết kiệm cho người nộp thuế 64 tỷ đô la Mỹ bằng cách giảm "chi phí tội phạm và phúc lợi" của những người nhập cư không có giấy tờ sau 10 năm hoàn thành việc xây dựng, do đó việc xây dựng sẽ hòa vốn và sẽ "tự chi trả cho chính nó". Eric Boehm của tạp chí Reason đã phản bác lại tuyên bố này, nói rằng nghiên cứu đã đánh giá quá thấp chi phí thực tế của việc xây dựng và bảo trì bức tường. Boehm cũng chỉ trích rằng phân tích đã đánh giá quá cao tác động kinh tế tích cực của việc ngăn chặn nhập cư bất hợp pháp và khả năng bức tường ngăn chặn nó tốt như thế nào, viện dẫn rằng "một phần ba tổng số người nhập cư bất hợp pháp" chỉ đơn giản là ở quá hạn thị thực và chưa thực sự nên coi họ là những người nhập cảnh vào Mỹ bất hợp pháp. Tính đến cuối năm 2018, Mexico đã không tham gia bất kỳ thỏa thuận nào để trả cho bất kỳ phần nào của bức tường, đồng thời cũng không có mức thuế hoặc tiêu chuẩn mới nào được áp dụng để chi trả cho bức tường. Vào tháng 3 năm 2018, Quốc hội đã trích lập 1,6 tỷ đô la trong khoản tiền 1,3 nghìn tỷ đô la dự định chi tiêu cho hàng rào biên giới, được giải thích bởi Trump rằng đây là "khoản thanh toán trước" sẽ được chi "để không chỉ xây dựng một số bức tường mới... mà còn là để sửa chữa cho những bức tường hiện có". Cuối cùng, khoản trích lập cụ thể này chỉ được sử dùng để chi trả cho khoảng 90 dặm (145 km) của phần hàng rào biên giới với Mexico. Đến tháng 5 năm 2019, mới chỉ có 1,7 dặm (2,7 km) hàng rào được xây dựng từ việc trích lập 
Đạo luật Xây dựng Bức tường, Thực thi Luật pháp năm 2018 được giới thiệu vào ngày 12 tháng 10 năm 2018 bởi Lãnh đạo Đa số Hạ viện Kevin McCarthy, người nói rằng, theo ý kiến của mình, "Cuộc bầu cử của Tổng thống Trump là một lời cảnh tỉnh đối với Washington."

### Chính phủ đóng cửa (2018–2019)
Từ ngày 22 tháng 12 năm 2018 đến ngày 25 tháng 1 năm 2019, chính phủ liên bang của Hoa Kỳ đã bị đóng cửa một phần do ông Trump có ý định tuyên bố phủ quyết bất kỳ khoản chi tiêu nào không bao gồm 5 tỷ đô la tiền tài trợ cho một bức tường biên giới. Vào ngày 4 tháng 1 năm 2019, Trump tuyên bố rằng các cựu tổng thống đã nói riêng với ông rằng họ nên xây một bức tường biên giới, nhưng mọi cựu tổng thống Mỹ còn sống đều phủ nhận điều này. Trong một bài phát biểu trên truyền hình vào ngày 8/1, Trump khẳng định rằng 90% lượng heroin được bán ở Mỹ đã "tràn qua biên giới phía Nam của chúng ta", mặc dù hầu như toàn bộ số ma túy buôn lậu qua biên giới đều chảy qua các cửa khẩu nhập cảnh hợp pháp chứ không phải qua các không gian biên giới mở. Trong chuyến thăm tới McAllen, Texas vào ngày 10 tháng 1, Trump nói rằng Mexico sẽ không trực tiếp trả tiền cho bức tường, mặc dù ông đã nói như vậy trong chiến dịch năm 2016: "Khi trong chiến dịch tranh cử, tôi đã nói "Mexico sẽ trả tiền cho nó," rõ ràng, tôi chưa bao giờ nói điều này, và tôi không bao giờ có ý nói là họ sẽ viết séc, mà tôi nói rằng họ sẽ trả tiền cho nó. Họ đang làm rồi. Mexico đang trả tiền cho bức tường một cách gián tiếp, và khi tôi nói Mexico sẽ trả tiền cho bức tường trước hàng ngàn hàng vạn người, rõ ràng là họ sẽ không viết bất cứ tờ séc nào. Nhưng họ đang gián tiếp trả tiền cho bức tường nhiều, gấp nhiều lần bằng thỏa thuận thương mại thực sự tuyệt vời mà chúng ta vừa thực hiện."  Những người kiểm tra sự thật trên phương tiện truyền thông sau đó đã xác định khẳng định này là không đúng sự thật.
Vào ngày 25 tháng 1 năm 2019, Trump đã đồng ý thông qua dự luật stopgap để mở cửa lại chính phủ, nói rằng việc này cho phép các cuộc đàm phán diễn ra để thông qua dự luật phân bổ mà cả hai bên có thể đồng ý. Ông đe dọa sẽ đóng cửa chính phủ một lần nữa trong ba tuần nếu ông không hài lòng với hành động của Quốc hội. 35 ngày chính phủ đóng cửa này là lâu nhất trong lịch sử Hoa Kỳ. Kỷ lục trước đó là 21 ngày vào năm 1995–1996.

### Những hạn chế của việc sử dụng ngân sách (2019)
Vào tháng 2 năm 2019, Quốc hội đã sửa đổi dự luật phân bổ hiện có, bổ sung thêm việc cấm sử dụng nguồn kinh phí ngân sách mới để xây dựng hàng rào biên giới tại một số địa điểm, bao gồm Khu bảo tồn Động vật Hoang dã Quốc gia Santa Ana, Công viên Tiểu bang Thung lũng Bentsen-Rio Grande, Di tích Lịch sử La Lomita, Trung tâm Bướm Quốc gia và khu vực "bên trong hoặc phía đông" của Trang trại Vista del Mar của Khu bảo tồn Động vật Hoang dã Quốc gia Thung lũng Lower Rio Grande. Tuy nhiên, ngay sau đó, Tổng thống Trump đã tuyên bố Tình trạng khẩn cấp quốc gia liên quan đến Biên giới phía Nam của Hoa Kỳ, qua đó chính quyền tuyên bố vô hiệu hóa các hạn chế do Quốc hội áp đặt.
Các hạn chế về sử dụng ngân sách, và việc ban bố lệnh Khẩn cấp Quốc gia, đã trở thành tâm điểm của thách thức pháp lý đối với việc trích lập kinh phí để xây dựng bức tường.

### Tuyên bố tình trạng khẩn cấp quốc gia (2019)

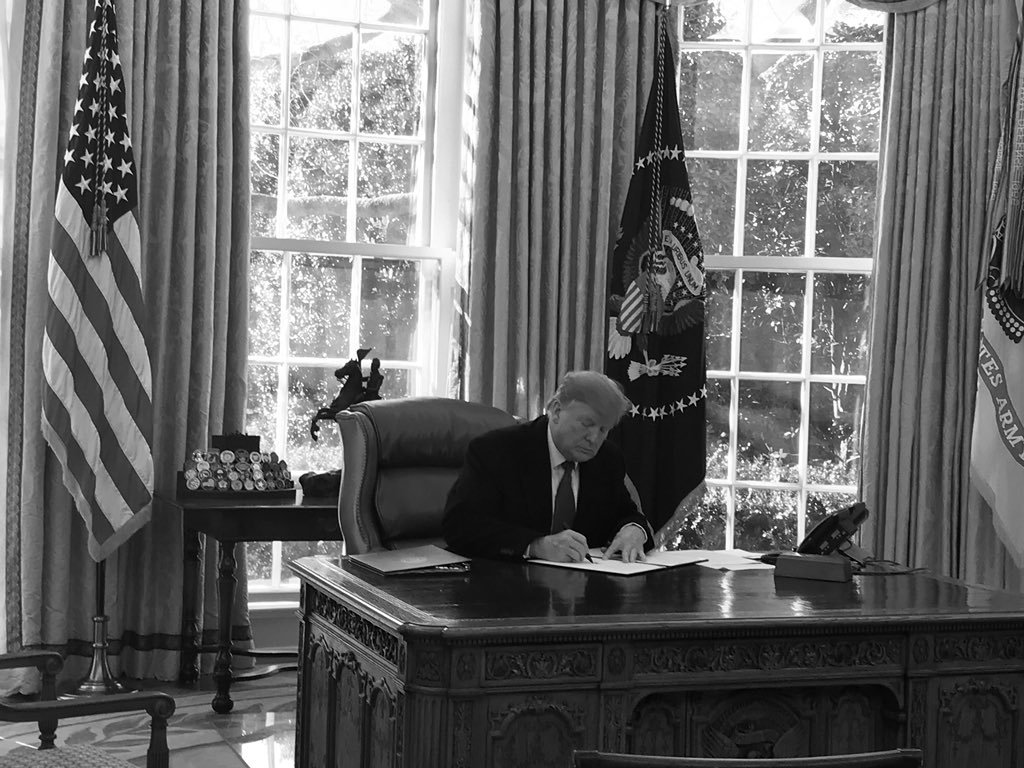
Trump ký tuyên bố tình trạng khẩn cấp quốc gia vào ngày 15 tháng 2 năm 2019.

Vào ngày 15 tháng 2 năm 2019, Trump ký một dự luật kinh phí cân đối năm tài chính cho chính phủ, nhưng rồi ông tức giận chỉ ra rằng dự luật không đầy đủ vì trong đó, chỉ có 1,375 tỷ đô la được chi cho an ninh biên giới. Trump trước đó khẳng định ông cần 5,7 tỷ đô la để mở rộng hàng rào Mexico-Hoa Kỳ . Đồng thời, Trump cũng ký một tuyên bố nói rằng tình hình ở biên giới phía Nam là tình trạng khẩn cấp quốc gia. Tuyên bố này được cho là yêu cầu khoản kinh phí 600 triệu đô la từ Quỹ tịch thu Ngân khố, 2,5 tỷ đô la từ Bộ Quốc phòng Hoa Kỳ (bao gồm các tài khoản chống ma túy), 3,6 tỷ đô la từ các tài khoản xây dựng quân sự, với tổng số 8 tỷ đô la khi được bổ sung vào 1,375 tỷ đô la do Quốc hội phân bổ. Khoảng từ ngày 21 đến ngày 22 tháng 2, có thông tin cho rằng hơn một phần ba số tiền đó đã được sử dụng cho các mục đích ban đầu và do đó không còn khả dụng.
Vào ngày 27 tháng 2 năm 2019, Hạ viện đã bỏ phiếu ủng hộ nghị quyết bác bỏ tuyên bố của Trump về tình trạng khẩn cấp quốc gia ở biên giới phía Nam. Vào ngày 14 tháng 3, Thượng viện cũng làm điều tương tự. Ngay ngày hôm sau, Trump đã phủ quyết nghị quyết này. Đó là lần phủ quyết đầu tiên trong nhiệm kỳ tổng thống của ông. Vào tháng 9, Hạ viện và Thượng viện một lần nữa bỏ phiếu ủng hộ việc chấm dứt việc ban bố tình trạng khẩn cấp, và vào tháng 10, tổng thống lại phủ quyết. Cùng tháng, một vụ kiện được đệ trình tại Quận El Paso đưa ra phán quyết rằng tuyên bố tình trạng khẩn cấp của Trump là trái pháp luật, vì nó không đáp ứng định nghĩa Đạo luật Khẩn cấp Quốc gia về tình trạng khẩn cấp.

### Những nỗ lực từ phía tư nhân
We Build the Wall, một tổ chức tư nhân do cựu quân nhân Brian Kolfage thành lập, đã huy động được hơn 23 triệu đô la vào đầu năm 2018, với sự khuyến khích của Tổng thống Trump và với sự lãnh đạo của Kris Kobach cùng Steve Bannon. Trong thời gian cuối tuần của Lễ tưởng niệm năm 2019, tổ chức này đã xây dựng được nửa dặm (800 m) Hhàng rào dạng cột là từ "thép phong hóa" gần El Paso trên vùng đất tư nhân tiếp giáp biên giới Hoa Kỳ - Mexico với kinh phí là 6–8 triệu đô la đến từ số tiền được quyên góp. Tổ chức của Kolfage cho biết họ có kế hoạch xây dựng thêm các hàng rào trên các vùng đất tư nhân tiếp giáp với biên giới ở Texas và California. Vào ngày 3 tháng 12 năm 2019, một thẩm phán của Hạt Hidalgo đã ra lệnh cho nhóm tạm dừng mọi hoạt động được lên kế hoạch để xây dựng hàng rào liền kề với Rio Grande, vì một luật sư của Trung tâm Bướm Quốc gia cho rằng việc này có nguy cơ gây ra lũ lụt. Kolfage cho rằng:
Có nhiều người cố gắng ngăn cản chúng tôi bằng những nỗ lực ngớ ngẩn dưới phương diện pháp lý, và đến cuối cùng thì chúng tôi vẫn luôn chiến thắng. Tôi sẽ đặt tỷ lệ 50-50 rằng đây (lệnh của tòa) là tin giả, và kể cả nếu không phải thì nó cũng sẽ bị hủy bỏ về mặt pháp lý khá nhanh.

We Build the Wall cũng phớt lờ yêu cầu ngừng xây dựng và đệ trình các phương án kỹ thuật của Ủy ban Quốc tế về Nước và Biên giới. Tuy nhiên, vào ngày 9 tháng 1 năm 2020, thẩm phán liên bang Randy Crane gọi các tuyên bố của cả Ủy ban Quốc tế về Nước và Biên giới và Trung tâm Bướm Quốc gia là "mang tính phỏng đoán cao", vì vậy cho phép việc xây dựng được tiếp tục.
Vào tháng 7 năm 2020, một phần bức tường của tổ chức này được báo cáo là đang bị mài mòn về mặt cấu trúc. Trump phủ nhận việc mình có liên quan với tổ chức này mặc dù họ đã nhận được 1,7 tỷ đô la hợp đồng từ chính quyền của ông.
Vào ngày 20 tháng 8 năm 2020, Bannon bị bắt và bị cáo buộc hai tội danh lừa đảo; anh ta được cho là đã "lừa đảo hàng trăm nghìn nhà tài trợ", kiếm hơn 1 triệu đô la từ We Build the Wall thông qua một trong những tổ chức phi lợi nhuận của riêng mình và sử dụng một phần đáng kể trong số đó cho các chi phí cá nhân và thanh toán cho Kolfage. Kolfage cùng với nhà tài chính Andrew Badolato và Timothy Shea cũng bị buộc tội. Kolfage bị cáo buộc đã lấy 350.000 USD để sử dụng vào mục đích cá nhân; anh ta được cho là đã thảo luận về kế hoạch này với Badolato. Một số quỹ được cho là được chuyển qua một công ty vỏ bọc do Shea kiểm soát. Cả bốn đều không nhận tội. Một phiên tòa đã được ấn định vào ngày 24 tháng 5 năm 2021 để xét xử vụ án này.

## Tiến độ xây dựng
| STT | Địa điểm                        | Loại xây dựng   | Thời gian hoàn thành | Bên sở hữu    | Nhà thầu                               | Chiều dài | Chi phí (đô la Mỹ) | Tiến độ       | Tham khảo |
| --- | ------------------------------- | --------------- | -------------------- | ------------- | -------------------------------------- | --------- | ------------------ | ------------- | --------- |
| 1   | El Centro, California           | Thay thế        | 13 tháng 10 năm 2018 | Liên bang     | SWF Constructors                       | 2 dặm     | 25 m               | Đã hoàn thành | [ 121 ]   |
| 2   | El Centro, California           | Thay thế        | 15 tháng 10 năm 2020 | Tư nhân       | SLSCO                                  | 11 dặm    | 140 m              | 29.96%        |           |
| 3   | El Centro, California           | Thay thế        | 1 tháng 11 năm 2021  | DHS           | BFBC                                   | 15 dặm    | 319 m              | 19.1%         |           |
| 4   | El Centro, California           | New secondary   | Chưa có ngày cụ thể  | DHS           | Chưa xác định                          | 5 dặm     | 25 m               | 0%            |           |
| 5   | El Centro, California           | New secondary   | Chưa có ngày cụ thể  | Tư nhân       | Chưa xác định                          | 9 dặm     | 294 m              | 0%            |           |
| 6   | Santa Theresa, New Mexico       | Thay thế        | 18 tháng 3 năm 2019  | Liên bang     | Barnard Construction                   | 20 dặm    | 79 m               | Đã hoàn thành |           |
| 7   | San Diego, California           | Thay thế        | 25 tháng 9 năm 2019  | Liên bang     | SLSCO                                  | 14 dặm    | 153 m              | Đã hoàn thành |           |
| 8   | San Diego, California           | New primary     | Chưa có ngày cụ thể  | Bộ Nội vụ     | Chưa xác định                          | 4 dặm     | 72 m               | 0%            |           |
| 9   | San Diego, California           | New secondary   | Chưa có ngày cụ thể  | Tư nhân       | Chưa xác định                          | 11 dặm    | 62 m               | 0%            |           |
| 10  | El Paso, Texas                  | Thay thế        | 30 tháng 11 năm 2019 | Liên bang     | West Point Contractors                 | 4 dặm     | 25 m               | Đã hoàn thành |           |
| 11  | El Paso, Texas                  | Thay thế        | 5 tháng 1 năm 2021   | DHS           | SLSCO                                  | 46 dặm    | 739 m              | 5.4%          |           |
| 12  | El Paso, Texas                  | Thay thế        | Chưa có ngày cụ thể  | DHS           | Chưa xác định                          | 30 dặm    | 492 m              | 0%            |           |
| 13  | El Paso, Texas                  | New primary     | Chưa có ngày cụ thể  | Liên bang     | Chưa xác định                          | 8 dặm     | 170 m              | 0%            |           |
| 14  | Rio Grande Valley, Texas        | Tường dạng đập  | 6 tháng 2 năm 2020   | Tư nhân       | SLSCO                                  | 8 dặm     | 194 m              | 0.08%         |           |
| 15  | Rio Grande Valley, Texas        | Mới             | 18 tháng 5 năm 2020  | Tư nhân       | Kiewit Infrastructure West             | 3 dặm     | 50 m               | 0%            |           |
| 16  | Rio Grande Valley, Texas        | Mới             | 12 tháng 8 năm 2020  | Tư nhân       | Southwest Valley Constructors (Kiewit) | 4 dặm     | 84 m               | 0%            |           |
| 17  | Rio Grande Valley, Texas        | Tường dạng đập  | 15 tháng 10 năm 2020 | Tư nhân       | SLSCO                                  | 5 dặm     | 165 m              | 0%            |           |
| 18  | Rio Grande Valley, Texas        | Non-levee wall  | 7 tháng 11 năm 2020  | Tư nhân       | Chưa xác định                          | 14 dặm    | 178 m              | 0%            |           |
| 19  | Rio Grande Valley, Texas        | Mới             | 17 tháng 11 năm 2020 | Tư nhân       | Southwest Valley Constructors (Kiewit) | 11 dặm    | 345 m              | 0%            |           |
| 20  | Rio Grande Valley, Texas        | Mới             | 10 tháng 3 năm 2021  | Tư nhân       | Southern Border Constructors           | 21 dặm    | 258 m              | 0%            |           |
| 21  | Rio Grande Valley, Texas        | Mới             | 10 tháng 3 năm 2021  | Tư nhân       | Southern Border Constructors           | 22 dặm    | 258 m              | 0%            |           |
| 22  | Rio Grande Valley, Texas        | Mới             | 10 tháng 3 năm 2021  | Tư nhân       | Caddell Construction                   | 22 dặm    | 297 m              | 0%            |           |
| 23  | Rio Grande Valley, Texas        | Mới             | 10 tháng 3 năm 2021  | Tư nhân       | Chưa xác định                          | 2 dặm     | 40 m               | 0%            |           |
| 24  | San Diego Secondary, California | Secondary fence | 3 tháng 6 năm 2020   | Tư nhân       | SLSCO                                  | 14 dặm    | 132 m              | 76.33%        |           |
| 25  | Yuma, Arizona                   | Thay thế        | 7 tháng 6 năm 2020   | Liên bang     | Barnard Construction                   | 22 dặm    | 243 m              | 97.47%        |           |
| 26  | Yuma, Arizona                   | Thay thế        | 11 tháng 11 năm 2021 | DHS           | BFBC                                   | 10 dặm    | 121 m              | 16.7%         |           |
| 27  | Yuma, Arizona                   | New secondary   | Chưa có ngày cụ thể  | Bộ Quốc phòng | BFBC                                   | 31 dặm    | 260 m              | 0%            |           |
| 28  | Yuma, Arizona                   | Thay thế        | Chưa có ngày cụ thể  | Liên bang     | Chưa xác định                          | 27 dặm    | 636 m              | 16.7%         |           |
| 29  | Yuma, Arizona                   | Thay thế        | New Primary          | Bộ Nội vụ     | Chưa xác định                          | 6 dặm     | 70 m               | 0%            |           |
| 30  | Tucson, Arizona                 | Thay thế        | 2 tháng 2 năm 2021   | DHS           | Southwest Valley Constructors (Kiewit) | 38 dặm    | 789 m              | 1.9%          |           |
| 31  | Tucson, Arizona                 | Thay thế        | 2 tháng 2 năm 2021   | DHS           | Southwest Valley Constructors (Kiewit) | 5 dặm     | 102 m              | 16.9%         |           |
| 32  | Tucson, Arizona                 | Thay thế        | 2 tháng 4 năm 2021   | Liên bang     | Southwest Valley Constructors (Kiewit) | 20 dặm    | 408 m              | 1.2%          |           |
| 33  | Laredo, Texas                   | Mới             | 2 tháng 2 năm 2021   | Tư nhân       | Chưa xác định                          | 52 dặm    | 1.3 b              | 0%            |           |

## Tác động đến đất đai và tài sản tư nhân

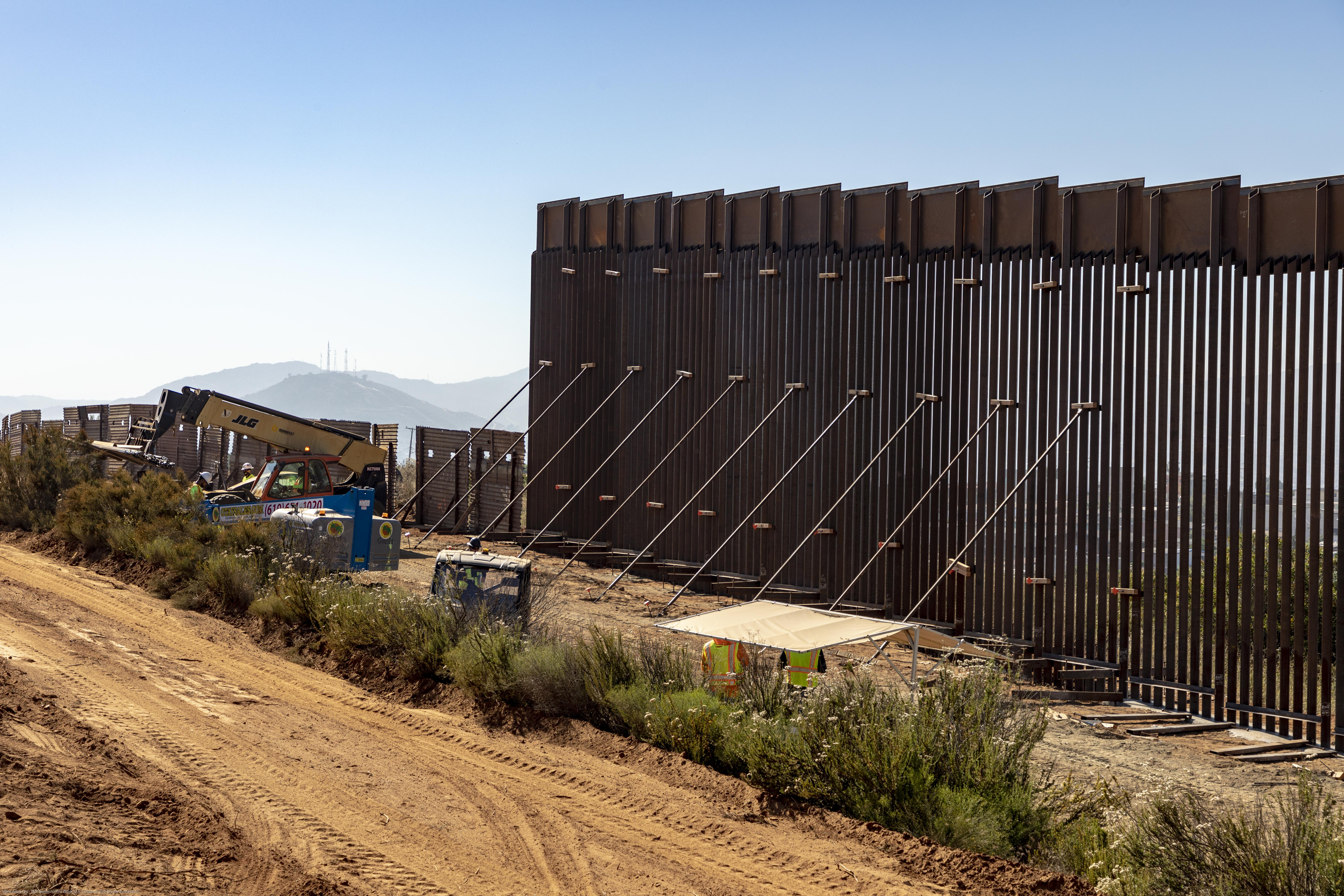
Xây dựng hàng rào biên giới thay thế. California, 2019.

Việc xây dựng bức tường biên giới, như được hình dung trong sắc lệnh, có thể gây ra thiệt hại môi trường đáng kể, bao gồm việc phá hủy môi trường sống, chia cắt môi trường sống và có thể gây hại cho động vật hoang dã, bao gồm cả các loài có nguy cơ tuyệt chủng. Một số loài có thể bị ảnh hưởng bao gồm cừu sừng lớn, gấu đen và cú lùn. Một vụ kiện được tranh luận gay gắt về các vấn đề trên đã được đưa ra bởi Trung tâm Bướm Quốc gia, sau khi các nhân viên ở đây phát hiện ra rằng các phần của bức tường theo kế hoạch sẽ được xây dựng xuyên qua nhiều khu đất. Tuy nhiên, Thẩm phán Richard J. Leon đã bác bỏ vụ kiện chống lại Bộ An ninh Nội địa, dẫn đến việc Trung tâm tuyên bố rằng họ sẽ tập hợp lại hồ sơ hoặc kháng cáo vụ việc.
Ngoài ra, đất thuộc sở hữu tư nhân tiếp giáp với biên giới sẽ phải được mua lại bởi chính phủ Hoa Kỳ để được xây dựng bức tường trên đó. Các chủ sở hữu bất động sản ở miền nam Texas sẽ mất khả năng tiếp cận dễ dàng với những phần đất rộng lớn của họ vì bức tường được xây lên sẽ chia cách khu đất nhưng vẫn cách biên giới ở Rio Grande một khoảng khá xa. Việc xây bức tường cũng khiến nhiều ngôi mộ lịch sử ở Nam Texas sẽ phải bị phá bỏ. Vào năm 2017, nhà phát hành trò chơi tiệc tùng châm biếm Cards Against Humanity đã mua một khu đất ở biên giới để ngăn việc bức tường được xây dựng ở đó.

### Đài tưởng niệm quốc gia Organ Pipe Cactus
Đến tháng 10 năm 2019, việc ủi đất đã được tiến hành bên trong Đài tưởng niệm Quốc gia Organ Pipe Cactus, một khu bảo tồn sinh thái ở Sa mạc Sonoran được thành lập vào năm 1976. Đội kỹ sư cho biết họ sẽ di dời các cây xương rồng bị chiếm chỗ, mặc dù điều này dường như không xảy ra trong một số trường hợp. Tháng 2 năm 2020, phía nhà thầu tiến hành nổ mìn. Di tích Organ Pipe bao gồm 22 địa điểm khảo cổ lưu trữ "tàn tích chưa được khai quật của các dân tộc trên sa mạc Sonoran cổ đại", một số có thể có niên đại 16.000 năm trước. Bộ tộc Tohono O'odham đã phản đối bất kỳ việc xây dựng bức tường mới nào tại đây, vì họ "đã từng sống trong khu vực này từ xa xưa", theo lời của trưởng tộc.
Kể từ năm 2019, các công nhân xây dựng bức tường biên giới đã phối hợp cùng với các quan chức của công viên nhằm tránh gây ra thiệt hại. Tuy nhiên, một cuộc khảo sát năm 2019 của Trung tâm Đa dạng Sinh học cho thấy việc xây dựng bức tường có tác động tàn phá đến hệ sinh thái, với việc địa điểm xây dựng nằm rất gần Khu bảo tồn Động vật Hoang dã Quốc gia San Bernardino và khu vực hành lang di cư tích cực của loài báo đốm Bắc Mỹ, cũng như những địa điểm sinh thái vốn đã bị tổn hại nặng nề từ trước ở các địa điểm như Trang trại giết mổ San Bernardino. Cuộc khảo sát cũng cho thấy việc bơm nước ngầm không hạn chế từ các tầng chứa nước địa phương để sản xuất bê tông cho tường sẽ có gây ra tác động phá hủy hệ sinh thái dưới lòng đất cũng như hệ sinh thái bề mặt được duy trì bởi nước ngầm.

## Về phương diện luật pháp
Vào ngày 12 tháng 9 năm 2017, Bộ An ninh Nội địa Hoa Kỳ đã ra thông báo rằng Quyền Bộ trưởng An ninh Nội địa Elaine Duke sẽ từ bỏ "một số luật, quy định và các yêu cầu pháp lý khác" để bắt đầu xây dựng bức tường mới gần Calexico, California. Sự miễn trừ cho phép Bộ An ninh Nội địa bỏ qua Đạo luật Chính sách Môi trường Quốc gia, Đạo luật về Các loài nguy cấp, Đạo luật Nước sạch, Đạo luật Không khí sạch, Đạo luật Bảo tồn Lịch sử Quốc gia, Đạo luật Hiệp ước Chim di cư, Đạo luật Bảo tồn Chim Di cư, Đạo luật Bảo vệ Tài nguyên Khảo cổ học, Đạo luật Nước uống An toàn, Đạo luật Kiểm soát Tiếng ồn, Đạo luật Xử lý Chất thải Rắn, Đạo luật Cổ vật, Đạo luật Quản lý và Chính sách Đất đai Liên bang,  Đạo luật Thủ tục Hành chính, Đạo luật Hồi hương và Bảo vệ Mộ của Người Mỹ bản địa, và Đạo luật Tự do Tôn giáo của Người da đỏ Hoa Kỳ .

### Trump đối đầu Sierra Club
Theo lệnh hành pháp của Trump về việc tiến hành xây dựng bức tường vào tháng 2 năm 2019, hai trường hợp riêng biệt đã được đệ trình lên Tòa án quận của Hoa Kỳ ở Quận phía Bắc của California cáo buộc rằng chính quyền Trump đã vượt quá ranh giới của mình bằng cách cho phép sử dụng quỹ để xây dựng bức tường biên giới mà không có sự chấp thuận của Quốc hội, với lý do các hạn chế của Quốc hội mà họ đã thông qua trước đó trong tháng. Một hồ sơ được nộp bởi bang California và 19 bang khác, trong khi hồ sơ còn lại do Liên đoàn Tự do Dân sự Hoa Kỳ đệ trình cho tổ chức Sierra Club và Liên minh các Cộng đồng Biên giới phía Nam. Cả hai vụ án đều được xét xử bởi Thẩm phán Haywood Gilliam .
Vào ngày 17 tháng 5 năm 2019, Nhóm Tư pháp của ông Trump đã lập luận trước tòa rằng vì Quốc hội đã không tuyên bố rõ ràng trong một dự luật phân bổ rằng "không có khoản tiền nào là bắt buộc" để xây dựng bức tường, chính quyền được tự do chi tiêu các khoản tiền không được trích lập rõ ràng cho các vấn đề an ninh biên giới. Douglas Letter, cố vấn chung của Hạ viện, trả lời, "Điều đó không thể đúng. Không một đồng nào có thể được chi tiêu trừ khi Quốc hội thực sự trích lập nó."  Vào tuần sau, Gilliam đã ban hành lệnh sơ bộ ngăn chính quyền Trump chuyển hướng quỹ theo tuyên bố khẩn cấp quốc gia được ban hành hồi đầu năm để tài trợ cho một bức tường được lên kế hoạch nằm dọc biên giới với Mexico. Gilliam phán quyết rằng "quyền kiểm soát 'tuyệt đối' của Quốc hội đối với chi tiêu liên bang - ngay cả khi sự kiểm soát đó có thể làm nản lòng mong muốn của Chi nhánh hành pháp liên quan đến các sáng kiến mà nó coi là quan trọng - không phải là một lỗi trong hệ thống hiến pháp của chúng ta. Đó là một tính năng của hệ thống đó, và là một điều cần thiết."  Lệnh cấm được áp dụng cụ thể cho một số khoản tiền mà chính quyền dự định phân bổ từ các cơ quan khác và các dự án xây dựng bức tường hạn chế ở El Paso, Texas và Yuma, Arizona. Quyết định của Gilliam tạm thời được giữ nguyên đối với kháng cáo gửi lên Tòa án Phúc thẩm Liên khu số 9 vào ngày 3 tháng 7 năm 2019.
Nhà Trắng đã kiến nghị lên Tòa án Tối cao và vào ngày 26 tháng 7 năm 2019, Tòa án Tối cao, trong một quyết định 5–4, đã đưa ra quyết định giữ nguyên phán quyết của Gilliam, cho phép tiến hành xây dựng bức tường và những hoạt động liên quan trong khi vụ kiện vẫn tiếp tục. Bản tóm tắt của nhóm đa số đã chỉ ra rằng các tổ chức tham gia vào việc khởi kiện chính phủ không có cơ sở để bác bỏ lệnh hành pháp. Tuy nhiên, các nguyên đơn sẽ tiếp tục gửi đơn kháng cáo lên Tòa phúc thẩm Liên khu số chín.